# Mats Jäderlund
Mats Gunnar Jäderlund, född 12 oktober 1963 i Skerike, Västmanlands län, är en svensk skådespelare.

## Biografi
Jäderlund utbildades vid Teaterhögskolan i Stockholm 1991-1994. Han var under många år verksam vid Folkteatern i Gävleborg. Han har även arbetat vid Helsingborgs stadsteater, Kulturhuset Stadsteatern, Riksteatern, Örebro länsteater och Borås stadsteater.

## Filmografi
| År   | Roll         | Produktion                     | Noter                 |
| ---- | ------------ | ------------------------------ | --------------------- |
| 1989 | Frans        | Flickan vid stenbänken         | TV-serie Avsnitt 9    |
| 1998 | Morbror      | Kirikou och den elaka häxan    | Svensk röst           |
| 1999 |              | Ingen som jag                  | TV-teater             |
| 2003 | Polis        | Skeppsholmen                   | TV-serie Avsnitt 2:14 |
| 2012 | Peter        | Djur jag dödade förra sommaren | Kortfilm              |
| 2012 | Man med kniv | Pojktanten                     |                       |
| 2013 |              | Fröken Frimans krig            | TV-serie              |
| 2014 | Bunden man   | Nånting måste gå sönder        |                       |
| 2021 | Östen Undén  | En kunglig affär               | TV-serie              |

## Teater

### Roller
| År   | Roll    | Produktion                                                                    | Regi                | Teater                               |
| ---- | ------- | ----------------------------------------------------------------------------- | ------------------- | ------------------------------------ |
| 1988 | Brendes | Straffmyndig (Strafmündig) Gert Heidenreich                                   | Hans Polster        | Helsingborgs stadsteater             |
| 1995 |         | Peer Gynt Henrik Ibsen                                                        |                     | Riksteatern                          |
| 1996 |         | Macbeth William Shakespeare                                                   |                     | Riksteatern                          |
| 1996 |         | Henrik IV                                                                     |                     | Folkteatern i Gävleborg              |
| 1997 |         | Ingen som jag                                                                 |                     | Folkteatern i Gävleborg              |
| 1997 |         | Verket                                                                        |                     | Orionteatern                         |
| 1998 |         | På vägen till havet                                                           |                     | Folkteatern i Gävleborg              |
| 1999 |         | Och sanden ropar                                                              |                     | Orionteatern                         |
| 2000 |         | Den underbare trollkarlen från Oz (The Wonderful Wizard of Oz) L. Frank Baum  | Peter Oskarson      | Folkteatern i Gävleborg              |
| 2001 |         | Krossat glas                                                                  |                     | Regionteatern Blekinge Kronoberg     |
| 2002 |         | Stormen (The Tempest) William Shakespeare                                     |                     | Teater Västmanland                   |
| 2004 |         | Allt rör sig                                                                  |                     | Folkteatern i Gävleborg              |
| 2005 |         | Livet och elektromagnetismen                                                  |                     | Folkteatern i Gävleborg              |
| 2006 |         | Bröderna Karamazov (Братья Карамазовы, Bratja Karamazovy) Fjodor Dostojevskij |                     | Folkteatern i Gävleborg              |
| 2006 |         | Trettondagsafton (Twelfth Night, or What You Will) William Shakespeare        |                     | Folkteatern i Gävleborg              |
| 2007 |         | Tartuffe (Tartuffe, ou l'Imposteur) Molière                                   |                     | Folkteatern i Gävleborg              |
| 2007 |         | Oleanna David Mamet                                                           |                     | Folkteatern i Gävleborg              |
| 2007 |         | Nikio och den store samurajen                                                 |                     | Folkteatern i Gävleborg              |
| 2008 |         | Älgaslag                                                                      |                     | Folkteatern i Gävleborg              |
| 2008 |         | Tintomara                                                                     |                     | Folkteatern i Gävleborg              |
| 2008 |         | Två herrars tjänare (Il servitore di due padroni) Carlo Goldoni               | Michael Cocke       | Folkteatern i Gävleborg              |
| 2009 |         | En turk, en bög, en chilenare                                                 |                     | Folkteatern i Gävleborg              |
| 2010 |         | Morbror Vanja (Дядя Ваня, Djadja Vanja) Anton Tjechov                         |                     | Folkteatern i Gävleborg              |
| 2010 |         | Kom ta min hand                                                               |                     | Folkteatern i Gävleborg              |
| 2011 |         | Svenhammeds Journaler                                                         |                     | Folkteatern i Gävleborg              |
| 2012 |         | Den kaukasiska kritcirkeln (Der kaukasische Kreidekreis) Bertolt Brecht       |                     | Folkteatern i Gävleborg              |
| 2012 |         | Fursten (Il Principe) Niccolò Machiavelli                                     |                     | Uppsala stadsteater                  |
| 2013 |         | Dagar av sol och regn                                                         |                     | Folkteatern i Gävleborg              |
| 2014 |         | Hamlet William Shakespeare                                                    |                     | Kulturhuset Stadsteatern             |
| 2014 |         | Jag kommer härifrån                                                           |                     | Folkteatern i Gävleborg/ Riksteatern |
| 2015 |         | Beatrice och Benedict (Béatrice et Bénédict) Hector Berlioz                   |                     | Läckö slott                          |
| 2015 |         | Medeas barn Per Lysander och Suzanne Osten                                    |                     | Örebro länsteater                    |
| 2016 |         | Stormen (The Tempest) William Shakespeare                                     |                     | Örebro länsteater/ Riksteatern       |
| 2018 |         | Massakerguden (Le dieu du carnage) Yasmina Reza                               |                     | Borås stadsteater                    |
| 2018 |         | Två aviga & en rät Karin Parrot-Jonzon och Lars Åberg                         | Karin Parrot-Jonzon | Uppsala stadsteater                  |
| 2020 | Pappa   | Det ingen får veta om pappa Lucas Svensson                                    | Michael Cocke       | Teater Gyllene draken                |
| 2021 |         | Orlando Virginia Woolf                                                        |                     | Scenkonst Sörmland                   |